# Oxynoemacheilus ceyhanensis
Oxynoemacheilus ceyhanensis és una espècie de peix pertanyent a la família dels balitòrids i a l'ordre dels cipriniformes.

## Etimologia
L'epítet ceyhanensis fa referència al seu lloc d'origen: el riu Ceyhan.

## Descripció
El mascle fa 4,2 cm de llargària màxima i la femella 4,3. Cos allargat. 3 espines i 8 radis tous a l'aleta dorsal. Aletes pectorals amb 1 espina i 10-10 radis tous. Aletes pelvianes amb 2 espines i 7-7 radis tous. 3 espines i 5 radis tous a l'aleta anal. Aleta caudal truncada. Línia lateral contínua.

## Hàbitat i distribució geogràfica
És un peix d'aigua dolça, demersal i de clima subtropical, el qual viu a Àsia: és un endemisme del corrent moderadament ràpid i de substrat de grava o rocallós del riu Ceyhan a Turquia.

## Observacions
És inofensiu per als humans, el seu índex de vulnerabilitat és baix (12 of 100) i la seua única amenaça podria ser l'extracció d'aigua del seu hàbitat.